# Северная Большая
Северная Большая — река в России, протекает в Кичменгско-Городецком районе Вологодской области. Устье реки находится в 36 км по левому берегу реки Карюг. Длина реки составляет 10 км.
Исток реки расположен восточнее деревни Карюг близ границы с Костромской областью. Река течёт по ненаселённому лесу в западном направлении, впадает в Карюг выше одноимённой деревни.

## Данные водного реестра
По данным государственного водного реестра России относится к Верхневолжскому бассейновому округу, водохозяйственный участок реки — Ветлуга от истока до города Ветлуга, речной подбассейн реки — Волга от впадения Оки до Куйбышевского водохранилища (без бассейна Суры). Речной бассейн реки — (Верхняя) Волга до Куйбышевского водохранилища (без бассейна Оки).
Код объекта в государственном водном реестре — 08010400112110000040991.